# Euxoa repentis
Euxoa repentis là một loài bướm đêm trong họ Noctuidae.